# 증후군
의학과 심리학에서 증후군(症候群)은 여러 개의 증상이 연결되지만 그 까닭을 밝히지 못하거나 단일이 아닐 때 병의 이름에 준하여 부르는 것이다.
기술 의학 면에서 증후군은 알아낼 수 있는 특징의 모임만을 가리킨다. 특정한 질병, 상태, 병은 그에 따른 이유에 따라 자세히 판명될 수 있고 그렇지 않을 수도 있다. 육체적 이유가 증명되면 증후군이라는 낱말은 그 질병의 이름으로 쓰이기도 한다.
대한민국에서는 증후군의 영어 낱말 신드롬(syndrome)도 많이 쓰인다. 신드롬(syndrome)은 그리스어 "συνδρομή)"에서 나온 것으로 "함께 달리다"(run together)라는 뜻이다.
문화 의존 증후군은 생물학적 원인의 증거가 없는 증상들의 모임이며 특정한 문화의 "병"으로만 인정한다.
근본적인 유전적 원인이 의심되지만 알려지지 않은 경우, 해당 상태를 유전적 연관(종종 문맥상 단지 "연관")이라고 부를 수 있다. 정의에 따르면 연관성은 징후와 증상의 집합이 우연히 단독으로 발생할 가능성보다 더 자주 조합되어 발생함을 나타낸다.
증후군은 종종 이를 발견했거나 처음에 전체 임상 상황을 설명한 의사 또는 의사 그룹의 이름을 따서 명명된다. 이러한 시조 증후군 이름은 의학적 시조의 예이다. 최근에는 조건을 동명이 아닌 기술적으로(증상이나 근본 원인에 따라) 명명하는 방향으로 전환되었지만 시조 증후군 이름은 흔히 공통적으로 사용된다.
증후군의 정의는 때때로 증후군학(syndromology)으로 불려지지만, 이는 일반적으로 패턴 인식(지각적 및 자동 모두)과 중첩되는 징후 및 증상 세트 간의 구별을 포함하는 일반적 진단 및 감별 진단과 별도의 학문이 아니다. 기형학은 본질적으로 선천적 결손(병리해부학), 대사이상(병리생리학) 및 신경발달 장애를 포함할 수 있는 선천적 증후군의 정의를 포함한다.

## 용례

### 일반 의학

#### 역사
아비센나(Avicenna)는 The Canon of Medicine(1025년 출판)에서 특정 질병 진단에 있어서 증후군이라는 개념을 개척했다. 의학적 증후군의 개념은 17세기 토머스 시드남에 의해 더욱 발전되었다.

## 같이 보기
- 육아 발달
- 공포증
- 통증
  - 복합부위 통증 증후군(CRPS)
- 장애
- 증상